# Соловйова Катерина Олександрівна
Соловйо́ва Катери́на Олекса́ндрівна (нар. 30 листопада 1949, м. Харків, УРСР) — український фахівець у галузі технічної кібернетики і теорії інформації, завідувач кафедри соціальної інформатики Харківського національного університету радіоелектроніки, доктор технічних наук (2000), професор (2002).

## Життєпис
Катерина Соловйова закінчила Харківський інститут радіоелектроніки за фахом електронно-обчислювальні машини.
У різний час працювала на посадах асистента, старшого викладача у Харківському інституті радіоелектроніки (згодом, Харківському національному університеті радіоелектроніки).
Нею була захищена кандидатська дисертація за спеціальністю — «Технічна кібернетика і теорія інформації».
Потім працювала на посаді доцента кафедри Програмного забезпечення Харківського інституту радіоелектроніки.
У 2000 році вона захистила докторську дисертацію, а у 2002 році стала професором кафедри програмного забезпечення.
Починаючи з 2004 року і до сьогодні вона обіймає посаду завідувача кафедри соціальної інформатики Харківського національного університету радіоелектроніки.

## Наукова робота
Катерина Соловйова є керівником нового наукового напряму ноосферного етапу розвитку науки, що базується на ноосферному системному підході та ноосферних системних методах.
Також вона керує або є відповідальним виконавцем низки договорів та держбюджетних наукових тем, а саме:
- науковий керівник держбюджетної науково-дослідної теми «Системологічні методи та моделі для аналізу і прогнозування наслідків надзвичайних ситуацій»;

- науковий керівник держбюджетної науково-дослідної теми «Системологічні методи та моделі управління знаннями в системах екологічного моніторингу»;

- науковий керівник договору «Аналіз та розробка моделей для підтримки інноваційних навчальних та науково-методичних робіт для вирішення проблем ефективної підготовки магістрів за спеціальністю 8.18010015»;

- науковий керівник договору «Аналіз та моделювання системи інформаційної безпеки ТОВ „ХОТ-ВЕЛЛ“» тощо[1].

Вона є членкинею редколегії журналу «Безпека інформації».

## Міжнародна діяльність
Нею було розроблено, виграно та реалізовано індивідуальний грант за проектом TEMPUS спільно з Лондонським університетом.
Також нею була виграна поїздка на міжнародну конференцію в Брюссель.
Вона працювала одним з членів експертної комісії з захисту докторської дисертації в сфері менеджменту знань в Королівському університеті Стокгольма.
В якості координатора та учасника проектів розробила 7 заявок на проекти TEMPUS від Харківського національного університету радіоелектроніки.
Вона є членом програмних комітетів конференцій, редколегій журналів, в тому числі:
- Egyptian Computer Science Journal[5];
- Information — Interaction — Intellect;
- Knowledge-Dialogue-Solution[6];
- General Information Theory;
- International Journal «Information Technologies and Knowledge»[7];
- International Journal ‘Information Models & Analyses"[8];

## Творчий доробок
Катерина Соловйова є автором близько 200 праць, у тому числі 10 посібників:
- Соловьева Е. А. Естественная классификация: системологические основания / Е. А. Соловьева . — Харків: ХТУРЭ, 1999 . — 222 с.
- Бондаренко М. Ф., Соловьева Е. А., Маторин С. И. Методология интеллектуальных автоматизированных систем: метод. рек. по выполнению НИР. — Х.: [б.и.], 1999. — 110 с.
- Бондаренко М. Ф., Соловьева Е. А., Маторин С. И. Основы системологии: учеб. пособие. — Х. : ХТУРЭ, 1998. — 120 с.
- Соловйова К. О., Данилов А. Д. Напрями державної інформаційної політики України // Державне управління у сфері цивільного захисту: наука, освіта, практика: збірник матеріалів Всеукраїнської науково-практичної конференції, 28–29 квітня 2016 р. — Харків: НУЦЗУ, 2016. — С. 59-60.

## Нагороди
- Нагородний знак МОНУ у сфері наукової діяльності.